# Carlos Federico Sáez
Carlos Federico Sáez (Mercedes, 14 novembre 1878 – Montevideo, 4 gennaio 1901) è stato un pittore uruguaiano.

## Biografia
Nato in una famiglia benestante, nel 1891 si trasferì nella capitale Montevideo dove si formò nel laboratorio di Juan Franzi.
Il pittore accademico Juan Manuel Blanes consigliò di mandare il giovane artista a studiare in Italia, una pratica comune nell'Uruguay dell'epoca. Il governo concesse quindi una borsa di studio all'artista quattordicenne. Inizia così un soggiorno europeo di sette anni sotto la tutela di Daniel Muñoz, ambasciatore uruguaiano a Roma. Stabilitosi nella capitale italiana nel 1893, entrò all'Accademia di Belle Arti. Abbandonò presto l'accademismo per interessarsi alle nuove correnti artistiche dell'epoca: i Macchiaioli e l'Art Nouveau. Nel 1896 allestì un proprio studio in via Margutta e partecipò a diverse esposizioni.
Nel 1900 tornò a Montevideo, già malato, dove morì poco dopo all'età di 23 anni.
Le sue opere sono conservate al Museo Nazionale d'Arti Visuali di Montevideo, al Museo Juan Manuel Blanes di Montevideo, alla Pinacoteca Eusebio Giménez di Mercedes, alla Pinacoteca del Poder Legislativo e al Museo d'Arte Latinoamericana di Buenos Aires (MALBA).

## Omaggi
A Roma, in via Margutta, una targa ricorda dove si trovava lo studio di Sáez.